# Persone di nome János
| Questa pagina contiene informazioni ricavate automaticamente dalle voci biografiche con l'ausilio del template Bio e di un bot. L'aggiornamento è periodico e automatico e ricostruisce completamente la pagina. Se manca una persona in questa lista, sei pregato di non aggiungerla, ma accertati piuttosto che la sua voce biografica contenga il template Bio e che i dati anagrafici siano correttamente compilati. Se il template Bio manca, inseriscilo tu stesso o, in alternativa, metti l'avviso {{tmp\|Bio}} che ne segnala la mancanza. Se i dati riportati sono sbagliati, correggi direttamente la voce biografica; le modifiche saranno visibili in questa lista entro pochi giorni. Per chiarimenti vedi il progetto antroponimi. La lista contiene solo le 122 persone che sono citate nell'enciclopedia e per le quali è stato implementato correttamente il template Bio. Pagina aggiornata al 16 ott 2024. |

Questa è una lista di persone presenti nell'enciclopedia che hanno il prenome János, suddivise per attività principale.

## Allenatori di calcio(7)
- János Földessy, allenatore di calcio ungherese (Budapest, n. 1888 - Budapest, † 1965)
- János Gyarmati, allenatore di calcio e calciatore ungherese (Tápiószele, n. 1910 - Budapest, † 1974)
- János Hajdu, allenatore di calcio e calciatore ungherese (Komló, n. 1898)
- János Móré, allenatore di calcio e calciatore ungherese (Debrecen, n. 1910 - Debrecen, † 1992)
- János Radoki, allenatore di calcio e ex calciatore ungherese (Mór, n. 1972)
- János Szép, allenatore di calcio ungherese
- János Vanicsek, allenatore di calcio e calciatore ungherese (Budapest, n. 1887 - Roma, † 1969)

## Allenatori di calcio a 5(1)
- János Madarász, allenatore di calcio a 5 e ex giocatore di calcio a 5 ungherese (n. 1974)

## Allenatori di pallacanestro(1)
- János Páder, allenatore di pallacanestro ungherese (Vecsés, n. 1926 - Seeg, † 2001)

## Arcivescovi cattolici(1)
- János Vitéz, arcivescovo cattolico, umanista e cardinale ungherese (Zredna, n. 1408 - Esztergom, † 1472)

## Artisti(1)
- János Hajnal, artista e illustratore ungherese (Budapest, n. 1913 - Roma, † 2010)

## Astronomi(1)
- János Kelemen, astronomo ungherese (n. 1951)

## Calciatori(36)
- János Aknai, calciatore ungherese (Budapest, n. 1908 - † 1992)
- János Balogh, calciatore ungherese (Debrecen, n. 1982)
- János Biri, calciatore e allenatore di calcio ungherese (Budapest, n. 1901 - Budapest, † 1974)
- János Bánfi, ex calciatore ungherese (Újkígyós, n. 1969)
- János Bédl, calciatore e allenatore di calcio ungherese (n. 1929 - † 1987)
- János Börzsei, calciatore ungherese (Budapest, n. 1921 - † 2007)
- János Chawko, calciatore cecoslovacco (Bardejov, n. 1922 - † 1997)
- János Dudás, calciatore ungherese (n. 1911 - † 1979)
- János Dunai, ex calciatore ungherese (Gara, n. 1937)
- János Farkas, calciatore ungherese (Budapest, n. 1942 - Budapest, † 1989)
- János Ferenczi, calciatore ungherese (Debrecen, n. 1991)
- János Füzér, calciatore ungherese (Timișoara, n. 1916 - † 1990)
- János Göröcs, calciatore ungherese (Gánt, n. 1939 - Budapest, † 2020)
- János Hahn, calciatore ungherese (Szekszárd, n. 1995)
- János Hanek, ex calciatore ungherese (n. 1937)
- János Hegedűs, calciatore ungherese (Budapest, n. 1996)
- János Hrotkó, calciatore e allenatore di calcio ungherese (Gérce, n. 1922 - Évora, † 2005)
- János Hrutka, ex calciatore ungherese (Budapest, n. 1974)
- János Hungler, calciatore e allenatore di calcio ungherese (n. 1900 - Budapest, † 1970)
- János Kovács, calciatore ungherese (n. 1912 - † 1989)
- János Kuszmann, calciatore ungherese (Budapest, n. 1938 - Budapest, † 2001)
- János Köves, calciatore ungherese (Békéscsaba, n. 1905 - † 1970)
- János Lázok, calciatore ungherese (Elek, n. 1984)
- János Molnár, calciatore ungherese (Budapest, n. 1931 - Budapest, † 2000)
- János Mózner, calciatore e giocatore di calcio a 5 ungherese (n. 1958 - † 2015)
- János Mátyus, calciatore ungherese (Győr, n. 1974)
- János Nagy, calciatore ungherese (n. 1903 - † 1966)
- János Nehadoma, calciatore e allenatore di calcio ungherese (Budapest, n. 1901)
- János Neu, calciatore, dirigente sportivo e allenatore di calcio ungherese (Budapest, n. 1908 - Aosta, † 1993)
- János Palotai, calciatore ungherese (Békéscsaba, n. 1928 - Győr, † 2010)
- János Stófián, calciatore ungherese (n. 1904 - † 1984)
- János Szabó, calciatore ungherese (Szekszárd, n. 1989)
- János Székely, ex calciatore rumeno (Timișoara, n. 1983)
- János Szépe, calciatore slovacco (Galanta, n. 1996)
- János Víg, calciatore ungherese (n. 1907 - † 1949)
- János Zorgo, calciatore ungherese (Budapest, n. 1919)

## Canoisti(3)
- János Parti, canoista ungherese (Budapest, n. 1932 - Budapest, † 1999)
- János Rátkai, ex canoista ungherese (n. 1951)
- János Urányi, canoista ungherese (Balatonboglár, n. 1924 - Budapest, † 1964)

## Cardinali(2)
- János Csernoch, cardinale e arcivescovo cattolico slovacco (Skalica, n. 1852 - Esztergom, † 1927)
- János Simor, cardinale e arcivescovo cattolico ungherese (Székesfehérvár, n. 1813 - Esztergom, † 1891)

## Cestisti(12)
- János Bencze, cestista ungherese (Hódmezővásárhely, n. 1934 - Budapest, † 2014)
- János Dallos, ex cestista ungherese (Budapest, n. 1933)
- János Eilingsfeld, cestista ungherese (Pécs, n. 1991)
- János Fügedi, ex cestista svedese (n. 1948)
- János Greminger, cestista ungherese (Seghedino, n. 1929 - Budapest, † 2009)
- János Gyimesi, cestista e allenatore di pallacanestro ungherese (Békésszentandrás, n. 1913 - Budapest, † 1993)
- János Halász, cestista ungherese (Seghedino, n. 1929 - Budapest, † 2017)
- János Hódy, cestista ungherese (n. 1933)
- János Rácz, cestista ungherese (Baja, n. 1941 - Bonifacio, † 2023)
- János Simon, cestista ungherese (Budapest, n. 1929 - Budapest, † 2010)
- János Szabó, cestista e allenatore di pallacanestro ungherese (Szőny, n. 1917 - Budapest, † 1986)
- János Tuboly, cestista ungherese († 2019)

## Ciclisti su strada(1)
- János Pelikán, ciclista su strada ungherese (Budapest, n. 1995)

## Compositori(3)
- János Boksay, compositore e presbitero (Chust, n. 1874 - Chust, † 1940)
- János Lavotta, compositore ungherese (Distretto di Galanta, n. 1764 - Tállya, † 1820)
- János Vajda, compositore ungherese (Miskolc, n. 1949)

## Direttori della fotografia(1)
- János Zsombolyai, direttore della fotografia, regista e sceneggiatore ungherese (Budapest, n. 1939 - † 2015)

## Etnologi(1)
- John Xantus de Vesey, etnologo, naturalista e zoologo ungherese (Csokonyavisonta, n. 1825 - Budapest, † 1894)

## Filosofi(1)
- János Kelemen, filosofo e saggista ungherese (Kassa, n. 1943 - † 2024)

## Flautisti(1)
- János Bálint, flautista ungherese (Hódmezővásárhely, n. 1961)

## Generali(1)
- János Pálffy, generale austriaco (Červený Kameň, n. 1664 - Presburgo, † 1751)

## Ginnasti(2)
- János Krizmanich, ginnasta ungherese (Kroatisch Minihof, n. 1889 - Budapest, † 1944)
- János Mogyorósy-Klencs, ginnasta ungherese (Debrecen, n. 1922 - Budapest, † 1997)

## Hockeisti su ghiaccio(1)
- János Vas, hockeista su ghiaccio ungherese (Dunaújváros, n. 1984)

## Linguisti(2)
- János Harmatta, linguista ungherese (Hódmezővásárhely, n. 1917 - Budapest, † 2004)
- János Sajnovics, linguista, astronomo e gesuita ungherese (Tordas, n. 1733 - Pest, † 1785)

## Lottatori(1)
- János Varga, lottatore ungherese (Abony, n. 1939 - Budapest, † 2022)

## Matematici(3)
- János Apáczai Csere, matematico ungherese (n. 1625 - † 1659)
- János Bolyai, matematico ungherese (Cluj-Napoca, n. 1802 - Târgu Mureș, † 1860)
- János Pintz, matematico ungherese (Budapest, n. 1950)

## Militari(1)
- János Vörös, militare ungherese (Csabrendek, n. 1891 - Balatonfüred, † 1968)

## Miniatori(1)
- János Váci, miniatore ungherese

## Nobili(3)
- János Graf Esterházy de Galántha, nobile, avvocato e dirigente d'azienda tedesco (Ering, n. 1951)
- János Zichy, nobile e politico ungherese (Nagyláng, n. 1868 - Nagyláng, † 1944)
- János Zichy, nobile e militare ungherese (Zichyújfalu, n. 1834 - Zichyújfalu, † 1916)

## Nuotatori(1)
- János Wenk, nuotatore e pallanuotista ungherese (Čadca, n. 1894 - Budapest, † 1962)

## Operai(1)
- János Libényi, operaio ungherese (Csàkvar, n. 1831 - Vienna, † 1853)

## Pallanuotisti(3)
- János Konrád, pallanuotista ungherese (Budapest, n. 1941 - Budapest, † 2014)
- János Németh, pallanuotista ungherese (Budapest, n. 1906 - Madrid, † 1988)
- János Steinmetz, pallanuotista ungherese (Budapest, n. 1947 - Budapest, † 2007)

## Patrioti(1)
- János Damjanich, patriota ungherese (Staza, n. 1807 - Arad, † 1849)

## Piloti motociclistici(1)
- János Drapál, pilota motociclistico ungherese (Budapest, n. 1948 - Piešťany, † 1985)

## Pittori(1)
- János Kmetty, pittore ungherese (Miskolc, n. 1889 - Budapest, † 1975)

## Poeti(4)
- János Arany, poeta ungherese (Nagyszalonta, n. 1817 - Budapest, † 1882)
- János Batsányi, poeta ungherese (Tapolca, n. 1763 - Linz, † 1845)
- János Erdélyi, poeta, critico letterario e scrittore ungherese (Kaposvár, n. 1814 - Sárospatak, † 1868)
- János Pilinszky, poeta ungherese (Budapest, n. 1921 - Budapest, † 1981)

## Politici(3)
- János Áder, politico ungherese (Csorna, n. 1959)
- János Hadik, politico ungherese (Pavlovce nad Uhom, n. 1863 - Budapest, † 1933)
- János Kádár, politico ungherese (Fiume, n. 1912 - Budapest, † 1989)

## Presbiteri(1)
- János Brenner, presbitero ungherese (Szombathely, n. 1931 - Rábakethely, † 1957)

## Pugili(2)
- János Kajdi, pugile ungherese (Szombathely, n. 1939 - Budapest, † 1992)
- János Váradi, ex pugile ungherese (Kemecse, n. 1961)

## Registi(1)
- János Rózsa, regista, produttore cinematografico e montatore ungherese (Budapest, n. 1937)

## Scacchisti(1)
- János Flesch, scacchista ungherese (Budapest, n. 1933 - Whitstable, † 1983)

## Schermidori(3)
- János Garay, schermidore ungherese (Budapest, n. 1889 - Campo di concentramento di Mauthausen-Gusen, † 1945)
- János Hajdú, schermidore ungherese (Budapest, n. 1904 - Budapest, † 1981)
- János Kalmár, ex schermidore ungherese (Budapest, n. 1942)

## Semiologi(1)
- János Sándor Petöfi, semiologo e linguista ungherese (Miskolc, n. 1931 - Budapest, † 2013)

## Sollevatori(2)
- János Bagócs, sollevatore ungherese (Szigetszentmiklós, n. 1945)
- János Benedek, ex sollevatore ungherese (Kiskunmajsa, n. 1944)

## Vescovi cattolici(4)
- János Hám, vescovo cattolico ungherese (Gyöngyös, n. 1781 - Satu Mare, † 1857)
- János Scheffler, vescovo cattolico rumeno (Cămin, n. 1887 - Jilava, † 1952)
- János Szily, vescovo cattolico ungherese (Felsőszopor, n. 1735 - Szombathely, † 1799)
- János Székely, vescovo cattolico ungherese (Budapest, n. 1964)

## Violoncellisti(1)
- János Starker, violoncellista ungherese (Budapest, n. 1924 - Bloomington, † 2013)

## Zoologi(1)
- János Kriesch, zoologo, agronomo e biologo ungherese (Reinthal, n. 1834 - Budapest, † 1888)

## Senza attività specificata(2)
- János Bódy, ex pentatleta ungherese (Budapest, n. 1932)
- János Martinek, ex pentatleta ungherese (Budapest, n. 1965)